# Salto de Abajo
Salto de Abajo (en gallego y oficialmente, O Salto de Baixo) es un lugar de la parroquia de Irís en el municipio coruñés de Cabanas, en la comarca del Eume. Tenía 10 habitantes en 2007 según datos del Instituto Gallego de Estadística de los cuales eran 6 hombres y 4 mujeres, lo que supone una disminución con relación a 1999 cuando tenía 14 habitantes.